# 楚树龙
楚树龙，清华大学公共管理学院教授、国际战略与发展研究所所长，中央电视台国际报道顾问，中美友协理事。

## 生平
楚树龙1978年毕业于大连外国语学院英文系，1985年获国际关系学院法学硕士学位，1993年获美国乔治·华盛顿大学政治学博士学位。
楚树龙曾任中国现代国际关系研究所北美研究室主任、研究员，美国布鲁金斯学会、东西方中心高级访问研究员，后任清华大学公共管理学院教授、国际战略与发展研究所所长，中央电视台国际报道顾问，中美友协理事。